# متاکریتیک
متاکریتیک (به انگلیسی: Metacritic)، یک وبگاه نقد آلبوم‌های موسیقی، فیلم، برنامه‌های تلویزیونی، کنسول‌های بازی، بازی‌های ویدئویی و کتاب است که در سال ۱۹۹۹ توسط جیسون دیتز، مارک دویل و جولی دویل رابرتز ایجاد شده‌است. برای هر محصول میان نظرات و نمرات منتقدین مختلف میانگین وزن‌دار گرفته می‌شود و نمره‌ای به آن تعلق می‌گیرد. وزن نمرهٔ هر منتقد با ملاک‌هایی نظیر شهرت منتقد، تجربه و میزان نقدهای او سنجیده می‌شود، این سایت به عنوان مهم‌ترین سایت جمع‌آوری نقد برای آثار صنعت بازی‌های ویدیویی در نظر گرفته می‌شود.
متاکریتیک برنده دو جایزه وبی برای برتری به عنوان یک وب سایت تجمعی شد. این سایت به عنوان مهم‌ترین سایت جمع‌آوری نقد آنلاین برای صنعت بازی‌های ویدیویی در نظر گرفته می‌شود. انتقاد از سایت بر سیستم ارزیابی، اختصاص امتیاز به نظراتی که شامل رتبه‌بندی نمی‌شوند، تلاش‌های شخص ثالث برای تأثیرگذاری بر امتیازات و عدم نظارت کارکنان برای بررسی کاربران متمرکز شده‌است.